# Inter sanctorum solemnia
Inter sanctorum solemnia (slovensko: Med prazniki svetnikov) je papeška bula, ki jo je napisal papež Celestin V. leta 1294.
Celestinov odpustek (Perdonanza Celestiniana) je odpustek, ki ga je podelil Baziliki Santa Maria di Collemaggio, L'Aquila v italijanskem mestu v Abrucih L'Aquila sveti Celestin V..

## Listina
Papež Frančišek je 5. julija 2014 obiskal italijansko deželo Molise, kakor tudi škofijo Isernia-Venafro. Ob tej priložnosti je razglasil začetek jubilejnega Celestinovega leta, ki naj zaznamuje osemstoletnico rojstva svetega Petra Moronskega, papeža Celestina V. Ta je skupaj s svetimi mučenci Nikadrom, Mrcijanom in Darijo sozavetnik škofije in mesta Isernia. Papež Frančišek je Isernio obiskal 720 let po izvolitvi Petra za papeža – in odprl Celestinovo leto. Škofljani v tem vidijo velik dar Božje previdnosti; verniki bodo ob tej priložnosti lahko prejeli tudi popolni odpustek. Jubilejno Celestinovo leto bo končano 5. julija 2015. Ta izredni odpustek je uvedel Celestin V. s svojo prvo in edino bulo Inter sanctorum solemnia, ki jo je izdal 29. septembra 1294 in je z njo podelil vsakoletni odpustek pod navadnimi pogoji za praznik Obglavljenja Janeza Krstnika, 29. avgusta. Ta običaj se je ohranil vse do danes in tudi bula.
Papež Celestin je delil privilegije in pravice z odprto roko; tako je tudi cerkev S. Maria di Collemaggio prejela nenavaden privilegij z omenjeno listino, ki je bil vsakoleten. Bila je sicer navada, da so papeži podelili ob obletnici svojega kronanja odpustek, ki je vseboval popolno odpuščanje krivd in kazni po kesanju in spovedi. Ta privilegij in vse druge je preklical Bonifacij VIII., kar pa je povzročilo vrsto tovrstnih ponaredkov. Bonifacij je uničil vse, kar je njegov prednik napravil – bulo so zato v Akvili toliko bolj skrbno čuvali in jo tudi ohranili do današnjega časa. Kljub temu se je nedvomno navdihoval pri svojem predniku, ko je uvedel odpustek za jubilejno leto 1300.